# Яялар — Шейхлі (станція метро)
40°54′14″ пн. ш. 29°16′32″ сх. д. / 40.904001490079° пн. ш. 29.27562891222° сх. д.
Яялар-Шейхлі (тур. Yayalar-Şeyhli) — проміжна станція лінії М4 Стамбульського метро.
Розташована в мікрорайоні Яялар району Пендік, Стамбул, Туреччина   
Відкрита 2 жовтня 2022 року у черзі Тавшантепе — Аеропорт Сабіха Гьокчен.

Конструкція — пілонна станція з укороченим центральним залом (глибина закладення — 32 м), має 3 ліфти та 12 ескалаторів.
Пересадки:
- Автобуси: 16KH, 132, 132A, 132B, 132D, 132E, 132H, 133GP, 133Ü, E-10, KM18, KM25, KM27, KM28, KM29
- Маршрутки: Пендік - Орханли

| Попередня станція                | Лінія | Лінія                           | Лінія | Наступна станція                            |
| -------------------------------- | ----- | ------------------------------- | ----- | ------------------------------------------- |
| Февзі Чакмак-хастане до Кадикьой |       | M4 (Стамбульський метрополітен) |       | Курткьой до Аеропорт Стамбул-Сабіха Гьокчен |